# 朝鮮特需

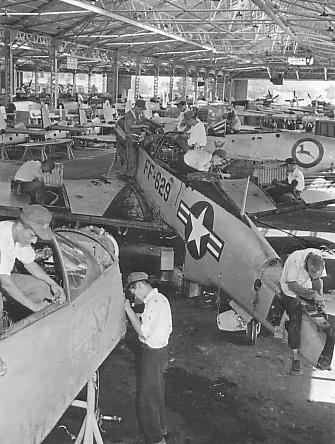
軍用機（P-51）修理。奥には南アフリカ連邦空軍貸与機の姿も見える。

朝鮮特需（ちょうせんとくじゅ）は、朝鮮戦争に伴い、大韓民国を支援する国連軍から日本に発注された軍需物資やサービスの特殊需要を指す。また、在日国連軍や外国関係機関による間接特需という分類も存在する。朝鮮戦争勃発直後の8月25日には横浜市に在日兵站司令部が置かれ、主に直接調達方式により大量の物資が買い付けられた。その額は1950年から1952年までの3年間に特需として10億ドル、1955年までの間接特需として36億ドルと言われる。
なお、朝鮮特需によって引き起こされた好景気の名称（通称）は「朝鮮特需景気」、「朝鮮戦争特需」、「朝鮮戦争特需景気」、「朝鮮戦争景気」、「特需景気（第一次・第二次特需景気）」、「特需・特需ブーム」、「特需ブーム」、「特需」、「朝鮮戦争ブーム」、「朝鮮動乱ブーム」、「朝鮮ブーム」、「ガチャマン景気」、「糸ヘン（糸へん）景気」、「金ヘン（金へん）景気」、「投資・消費景気」、「投資景気」、「消費景気」、「三白景気」、「3パ景気」、「神武景気」などと呼ばれた。

## 概要
戦争勃発直後の1950年（昭和25年）6月に米軍の在日兵站司令部（Japan Logistical Command）が設けられ、直接調達方式により大量の物資が買い付けられた。この在日兵站司令部がアメリカ陸軍第8軍司令部がある横浜市（横浜税関本庁舎）に併設されたことにより、横浜港が国連軍の兵站輸送のための集積地となり、国内外からの兵員や軍事物資の輸送拠点となった。
当初調達された物資は、主に土嚢用麻袋、軍服、軍用毛布、テントなどに使用される繊維製品であり、他に、前線での陣地構築に必要とされる鋼管、針金、鉄条網などの各種鋼材、コンクリート材料（セメント、骨材（砂利・砂））など、そして各種食料品と車両修理であった。

## 兵器生産
日本企業に対する兵器や砲弾などの生産許可（実質的な命令）が下されたのは1952年3月のGHQ覚書からとされる。車両修理、航空機の定期修理（IRAN）を、第二次世界大戦当時に戦闘機や戦車を生産していて、技術的ノウハウがあった現在の三菱重工業やSUBARUに依頼した。

## 経済的影響
契約額は1950年から1952年までの3年間に特需として10億ドル、1955年までの間接特需として36億ドルと言われる。
当時、日米行政協定により米軍に供給する日本の物品税、揮発油税は免除されていた ため、取引自体からの間接税収入は得られなかった。しかし、特需の恩恵を受けた各種産業の業績が好転したことで、最終的に税収も伸びた。例えば1951年の法人税上位10位すべてが、膨大な土嚢、軍服、天幕を受注した繊維業種であった。発注を受けた企業や関連企業は、敗戦によって中断されていた最新技術を入手できたほか、アメリカ式の大量生産技術を学ぶ機会を得ることが出来、戦前の人海戦術的な生産方式から脱却し、再び産業立国になる上で重要な技術とノウハウを手に入れた。それまでの日本の工場生産においては品質管理的手法が取り入れられておらず、短時間にどれだけ多く生産するかということが重視されたため、不良品がそのまま出荷されるということは珍しいことではなかった。太平洋戦争末期には工程管理という思想は一部では取り入れられつつあったがそれも不十分なものであり、工員個人の技術力により製品の品質が左右される状態は戦後もそのままであった。そのような状況で命を左右する軍用品の製造をすることは認められるはずもなく、直接日本の各工場へアメリカの技術者が出向いて品質管理や工程管理の指導を行った。これにより効率的な量産が行われるようになった。また、三菱重工や小松製作所などの国内主要軍事（防衛）産業は、朝鮮特需と1950年に発足した警察予備隊に供与された車輌（M4A3E8中戦車、M24軽戦車など）の保守整備や修理を請け負い、米国の製造技術等を吸収し、戦後空白期の技術の遅れを取り戻しつつ、後に、ST（61式戦車）などを製造した。そういう意味では日本の産業界の工場生産においては大転換期であり、戦後の高度経済成長の礎となったとも言える。
しかしその一方で市民生活が戦争で潤ったわけではなかった。確かに朝鮮戦争によって日本は4億3000万ドルの貿易外受け取り超過を得た（1951年度）。しかし特需を除くと貿易外経常取引は2億ドルの支払超過、貿易を含めた経常取引で4億8000万ドルの支払超過になっていた。なぜにそれほどの莫大な赤字を抱えたかと言えば、戦前戦中において行われた朝鮮、満洲などからの安価な輸入がGHQによる対中貿易禁止令で閉塞されたために後述の国会議事録からもわかるとおり「アメリカから資源を買い、アメリカのために生産し、アメリカの言い値で売る」状況に陥っていたからである。
この年の対日援助の総額が2億ドルであるから、日本の経済は朝鮮特需で回復するどころか、朝鮮の兵站線を支えるために国内の物資の流通を統制してまで軍需生産に追い込まれたのである。このような状況で輸出が伸びるはずもなく、産業はますます特需に依存の度合いを深め、やがては日本そのものが戦争を前提とした産業構造に「特化」する危険さえあった。
1953年には輸出額12億7000万ドルに対し輸入24億1000万ドル、実に11億7000万ドルの輸入超過に陥っており、7億ドルからの特需関連収入とは日本に「戦争に適した産業構造」への適応を強いるもので、各種物資がなお統制下にあることを考慮すれば準戦時下とも言えるものであった。日本はGATTへの加入などによる自由貿易体制への復帰で生存の道を探ろうとしていたが、1948年に加盟した西ドイツと異なりイギリスを筆頭とした強烈な反対に直面していた。日本が「不況」を脱したとされるのは1954年12月の神武景気からで、朝鮮戦争は日本の復興に必ずしもプラスであったとは言えず、日本の発展には地域の安定に基づく自由貿易が不可欠であることを考え合わせるならば、むしろ阻害要因でさえあった。

## 政治的背景
当時の日本はアメリカ式編制による陸軍4個師団を筆頭とする占領軍経費を「終戦処理費」として負担しており、初期には一般会計の50パーセントにも及んでいた。1952年（昭和27年）までの占領総経費は47億ドルとも言われ、各種朝鮮特需による売上の総額に匹敵する。朝鮮特需の47億ドルがいわば「総売り上げ」としての額であるならば、税支出としての47億ドルは「純益」から支払ったに等しい。ドッジ・ラインによる緊縮財政下においても経費の上限は15パーセントを妥当とするという考えがGHQ顧問より出されていたが、容れられることはなかった。
東西冷戦が深刻化し講和条約が迫る中で、独立後の日本がこのような占領国であることを理由とする経費を負担するはずもなく、アメリカが日本の防衛を丸抱えできるわけもない以上、アメリカの同盟国として冷戦に参加できる工業国としての経済成長を促す占領政策の転換が行われた。当時のアメリカが日本の復興を支援したのは親切心からではなく、有利子の借款の返済や駐留経費の負担が可能な経済力を身に付け反共の砦として独り立ちさせるためであるとされる。
中国大陸の共産主義を抑え込んでいた大日本帝国を失ったことで、戦後に中華人民共和国の成立・北朝鮮の侵略を招き、当初主導権を握っていた農業国化を目指す反日色の強い民政局も影響力を失った。